# 大中臣良人
大中臣 良人（おおなかとみ の よしひと、生没年不詳）は、平安時代前期の官人。氏姓は大中臣朝臣。神祇伯・大中臣淵魚の子。官位は正六位上。

## 経歴
清和朝の天安2年（858年）9月、正六位上で斎内親王の退出を告げるために伊勢神宮に遣わされた。

## 官歴
『日本三代実録』による。
- 時期不詳：正六位上

## 系譜
「中臣氏系図」（『群書類従』巻第62所収）による。
- 父：大中臣淵魚
- 母：不詳
- 生母不明の子女
  - 長男：大中臣峯雄
  - 二男：大中臣峯成
  - 三男：大中臣峯世
  - 四男：大中臣行世
  - 五男：大中臣用世
  - 六男：大中臣継見
  - 七男：大中臣見行
  - 八男：大中臣忠相
  - 九男：大中臣春助